# Cerma pallida
Cerma pallida är en fjärilsart som beskrevs av Barnes och Arthur Ward Lindsey 1922. Cerma pallida ingår i släktet Cerma och familjen nattflyn. Inga underarter finns listade i Catalogue of Life.